# Rhaphium neolatifacies
Rhaphium neolatifacies är en tvåvingeart som beskrevs av Yang och Wang 2006. Rhaphium neolatifacies ingår i släktet Rhaphium och familjen styltflugor. Inga underarter finns listade i Catalogue of Life.